# Światowe Igrzyska Halowe w Lekkoatletyce 1985 – skok w dal kobiet
Skok w dal kobiet – jedna z konkurencji technicznych rozgrywanych podczas halowych światowych igrzysk lekkoatletycznych w hali Accor Arena w Paryżu. Rozegrano od razu finał 18 stycznia 1985. Zwyciężyła reprezentantka Niemieckiej Republiki Demokratycznej Helga Radtke.

## Rezultaty

### Finał
W konkursie wzięło udział 12 skoczkiń.
Opracowano na podstawie materiału źródłowego.
| Miejsce | Zawodniczka         | Wynik |
| ------- | ------------------- | ----- |
| 1       | Helga Radtke        | 6,88  |
| 2       | Tatjana Rodionowa   | 6,72  |
| 3       | Nijolė Miedwiediewa | 6,44  |
| 4       | Lene Demsitz        | 6,38  |
| 5       | Nicole Boegman      | 6,19  |
| 6       | Siłwija Christowa   | 6,17  |
| 7       | Shonel Ferguson     | 6,08  |
| 8       | Géraldine Bonnin    | 6,06  |
| 9       | Sabine Seitl        | 5,92  |
| 10      | Monika Staubli      | 5,91  |
| 11      | Angela Thacker      | 5,83  |
| –       | Liao Wenfen         | NM    |